# Jo Seok-Hwan
Jo Seok-Hwan, född 15 oktober 1979, är en sydkoreansk boxare som tog OS-brons i fjäderviktsboxning 2004 i Aten. I december 2008 avslutade Jo sin boxningskarriär. Idag är han assisterande coach för Sydkoreas landslag i boxning.